# Hugo Rüdel

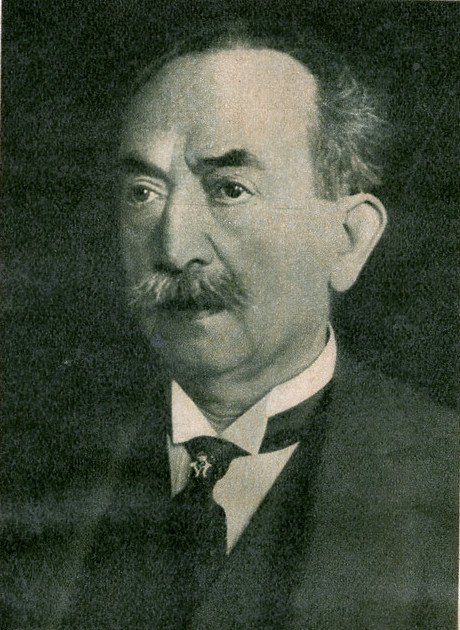
Bild aus Todesanzeige von Hugo Rüdel

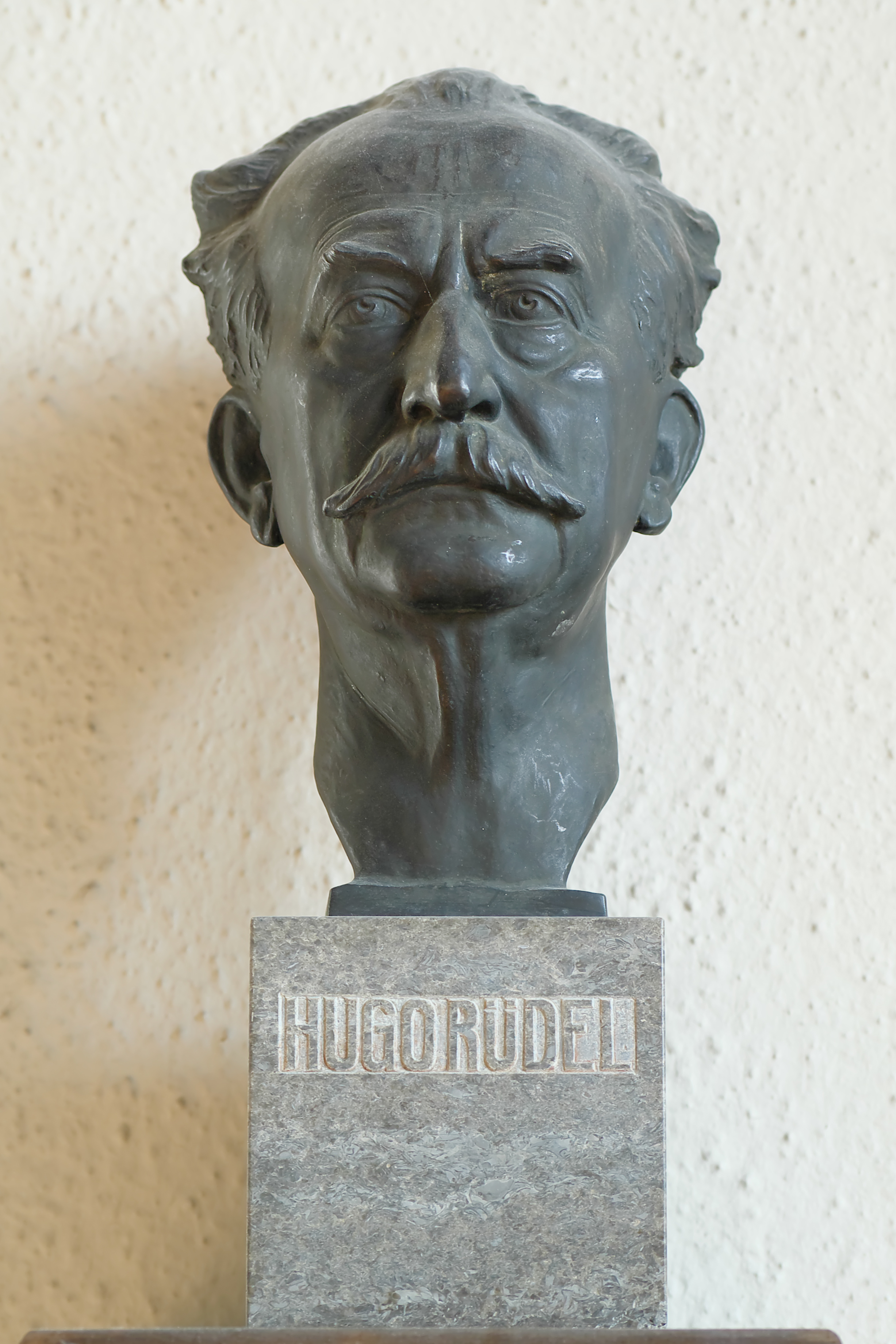
Bronzebüste von Hugo Rüdel im Institut für Kirchenmusik der Universität der Künste Berlin

Hugo Rüdel (* 7. Februar 1868 in Havelberg; † 27. November 1934 in Berlin) war ein deutscher Chorleiter und Dirigent.

## Leben und Wirken
Rüdels Vater Johann Friedrich August Rüdel (1816–1887) betrieb eine Ziegelei und war Stadtkapellmeister von Havelberg. Hugo war das jüngste von insgesamt fünf Kindern; seine Mutter war Pauline Amalia Albertine, geb. Knüppelholz (1831–1891). Er wurde am 10. Mai 1868 in der Havelberger Stadtkirche St. Laurentius getauft. Ab 1875 besuchte er die Stadtschule.

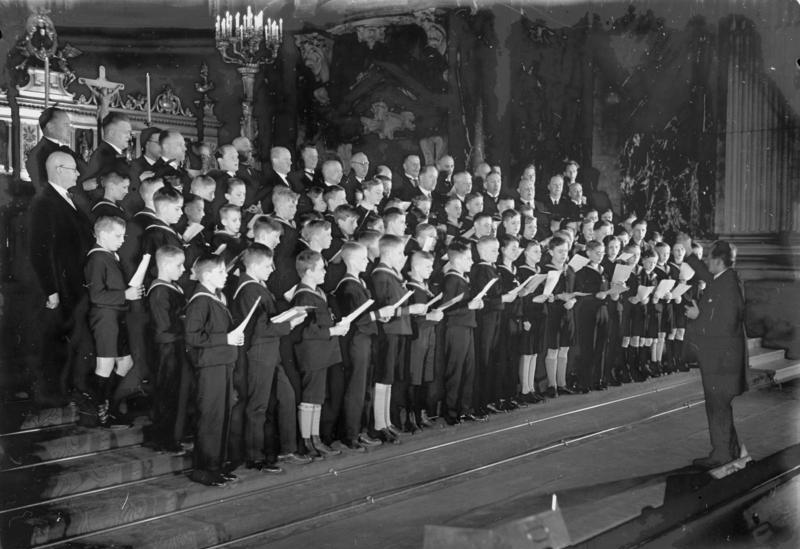
Hugo Rüdel bei einer Probe des Staats- und Domchors im Berliner Dom, 1932

Nach einer Ausbildung zum Hornisten an der Berliner Hochschule für Musik bei Fritz Lehmann wirkte er zunächst als Waldhornist an der Kroll’schen Oper. Daneben war er Schüler für Klavier bei Karl Heinrich Barth. Nach kurzer Tätigkeit als Solohornist im Kölner Gürzenich-Orchester wurde er Akzessist und Kammermusikbläser bei der Königlichen Kapelle in Berlin. Von 1899 bis 1910 war er Lehrer (ab 1908 Professor) für Waldhorn an der Hochschule für Musik zu Berlin. Ebenfalls 1899 wurde Rüdel Dirigent des Berliner Hofopern- später Staatsopernchores, 1910 wurde er dort zum ersten Chordirigenten ernannt; dieses Amt hatte er bis zu seiner Pensionierung 1933 inne. 1906 bis 1934 war er der Chorleiter der Bayreuther Festspiele. 1909 bis 1933 übernahm er als Dirigent die Leitung des Berliner Domchors, mit dem er zahlreiche Auslandsreisen unternahm.  Weiterhin wurde er 1916 Erster Chormeister des Berliner Lehrer-Gesangvereins. 1920 wurde er als Leiter der Opernchorschule wiederum an die Musikhochschule berufen. 1922 dirigierte er den Chor bei der Uraufführung des Films Hanneles Himmelfahrt. 1927–1928 oblag ihm auch die Leitung des Funkchors der Funk-Stunde Berlin. Schließlich war er noch am 21. März 1933 mit dem Staats- und Domchor in die Ausgestaltung des Tags von Potsdam einbezogen, bei dem der neu gewählte Reichskanzler Adolf Hitler sich publikumswirksam in eine preußische national-konservative Tradition stellte.
Er war verheiratet mit Luise Geissler (* 24. September 1871; † 6. Juni 1956). Ihre letzte Ruhestätte fanden sie auf dem Südwestkirchhof Stahnsdorf.
1903 und 1913 gab er zusammen mit Richard Strauss Nachgelassene Werke für Horn von Franz Strauss heraus.

## Ehrungen
Noch vor seinem Tod wurde 1933 eine Bronzebüste angefertigt, die ursprünglich im Berliner Dom aufgestellt war.

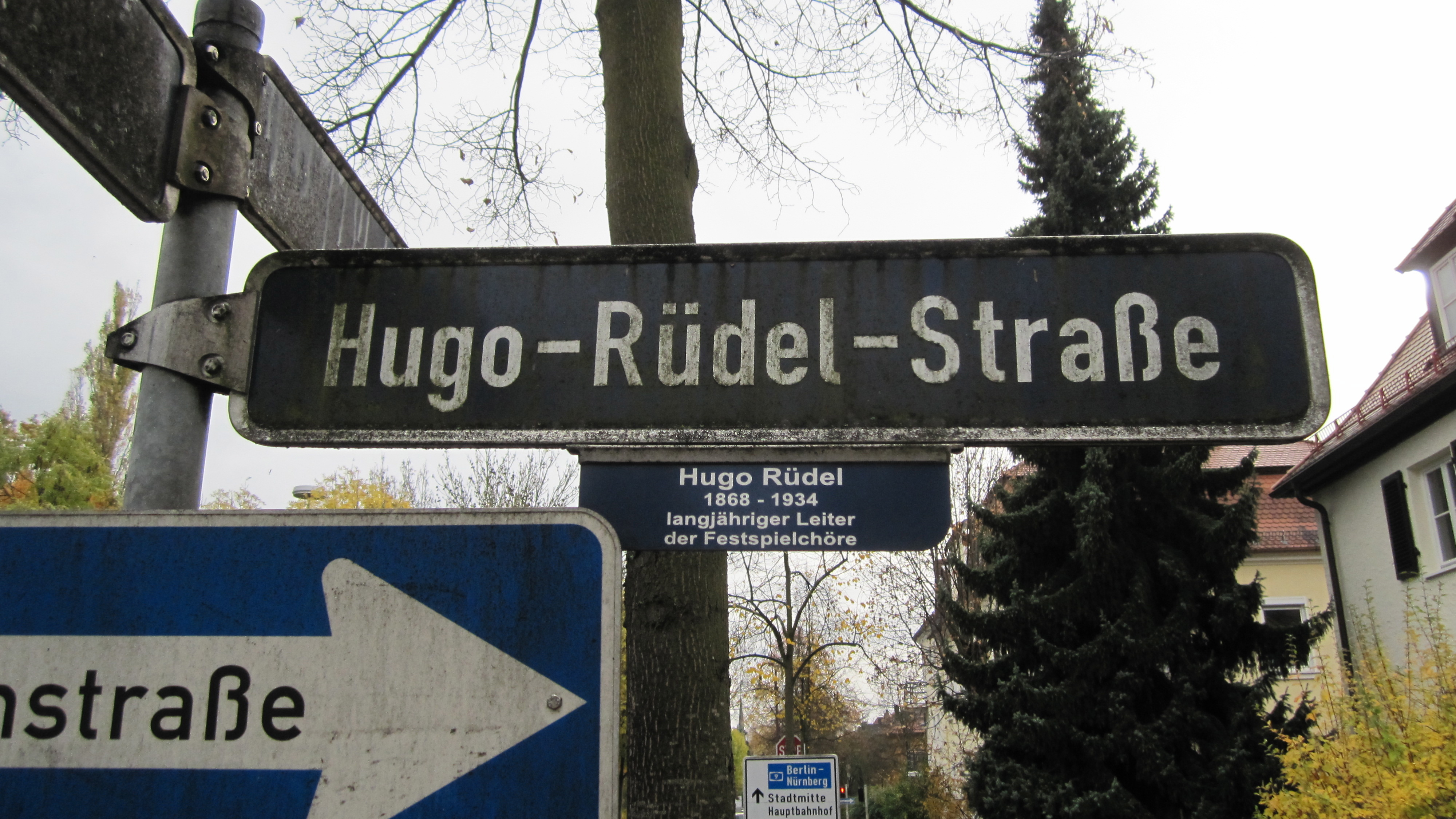
Straßenschild der Hugo-Rüdel-Straße in Bayreuth.

In Bayreuth wurde unweit des Festspielhauses eine Straße nach Hugo Rüdel benannt.

## Zitat
Als Leiter des Königlichen Domchors hat der Genannte seit Jahren unermüdlich dahin gewirkt, die Leistungen des Chores zu einer bisher kaum erreichten künstlerischen Höhe zu erheben. Diese Leistungen haben denn auch weit über die Grenzen Deutschlands hinaus die wärmste Anerkennung gefunden... 
Aus dem Antrag, Rüdel das Kreuz des Königlichen Hausordens von Hohenzollern zu verleihen, 22. März 1918

## Ton- und Bilddokumente
Mit dem Staats- und Domchor und dem Berliner Lehrer-Gesangverein nahm Rüdel in den zwanziger Jahren zahlreiche Schallplatten bei allen größeren Labeln auf; 1927 entstanden Aufnahmen in Bayreuth.
In einem Film von den Bayreuther Festspielen 1934 ist er bei einer Chorprobe zu sehen.